# Rochester Red Wings
Rochester Red Wings är en professionell basebollklubb som spelar i International League, en farmarliga på den högsta nivån (AAA) under Major League Baseball (MLB). Klubben är hemmahörande i Rochester i delstaten New York i USA.
Moderklubb är sedan 2021 Washington Nationals. Under hela 42 år (1961–2002) var det Baltimore Orioles.

## Historia

### Rochester Bronchos/Hustlers/Colts/Tribe/Red Wings
Klubben grundades 1899 och fick namnet Rochester Bronchos. Dagens International League hette på den tiden Eastern League, och den ligan vann klubben redan första säsongen. Efter en ny ligaseger två år senare gick det sämre och 1904 vann man bara 28 matcher medan man förlorade hela 105.
Även om vissa källor påstår att klubben kallades Rochester Hustlers redan 1901 och även 1911, så är 1912 året då klubben med säkerhet bytte till detta namn.
1921 bytte klubben namn till Rochester Colts, men namnet behölls bara den säsongen för att sedan ändras till Rochester Tribe.
1928 bytte klubben namn till dagens Rochester Red Wings efter en tävling bland fansen. Namnbytet blev en succé - klubben vann ligan de fyra första åren med det nya namnet.
Hösten 1956 ville dåvarande moderklubben St. Louis Cardinals sälja klubben och för att rädda klubben kvar i Rochester bildades ett bolag (RCB), som allmänheten kunde köpa andelar i. Över 8 000 fans köpte andelar och RCB kunde köpa klubben i början av 1957. Än i dag drivs klubben av RCB och det gör klubben till en av få proffsklubbar i Nordamerika som inte är privatägda. Green Bay Packers är det mest kända exemplet på en icke privatägd klubb.

## Hemmaarena
Hemmaarena är sedan 1997 Frontier Field. Dessförinnan spelade man i Culver Field, Bay Street Park och Silver Stadium.

## Övrigt
Klubben är den äldsta ännu existerande farmarklubben i proffsidrotten och är en av bara sex klubbar i nordamerikansk proffsidrott som oavbrutet har spelat i samma stad och i samma liga sedan 1800-talet. De andra fem är MLB-klubbarna Chicago Cubs, Cincinnati Reds, Philadelphia Phillies, Pittsburgh Pirates och St. Louis Cardinals.

### The Longest Game
Rochester Red Wings var förlorande klubb i den längsta matchen någonsin i professionell baseboll, en match som varade i 8 timmar och 25 minuter över 33 inningar. Matchen inleddes i McCoy Stadium i Pawtucket den 18 april 1981, men fick avbrytas strax efter klockan fyra på morgonen den 19 april när matchen hade varat i 32 inningar. Matchen återupptogs först den 23 juni när Red Wings återkom till Pawtucket. Då behövdes bara en inning till innan Pawtucket kunde vinna med 3-2. De framtida stjärnorna Cal Ripken och Wade Boggs deltog i matchen.